# سیارک ۱۶۷۸۵۲
سیارک ۱۶۷۸۵۲ (به انگلیسی: 167852 Maturana، نامگذاری:2005DM) صد و شصت و هفت هزار و هشتصد و پنجاه و دومین سیارک کشف شده‌است که در ۱۷ فوریه ۲۰۰۵ کشف شد.